# Шувалов, Андрей Павлович
Граф  Андрей Павлович Шувалов  (12 [24] марта 1817 — 14 (26) апреля 1876) — предводитель дворянства Санкт-Петербургской губернии, председатель губернского земского собрания, писатель из рода Шуваловых. Генерал-майор (1865), действительный статский советник (1873).

## Биография
Сын графа Павла Андреевича Шувалова (1777—1823) и княжны Варвары Петровны Шаховской (1796—1870), правнук генерал-фельдмаршала П. И. Шувалова. Родился в Петербурге, крещен 31 марта 1817 года в Придворной церкви Зимнего дворца при восприемстве Александра I и императрицы Марии Фёдоровны.
Рано потеряв отца, вместе с братом Петром воспитывался матерью, официальным их опекуном был назначен близкий друг их отца М. М. Сперанский. Получил домашнее образование, детские годы и юность провел по большей части за границей.
Будучи против третьего замужества матери с князем Бутера ди Ридали, в 1835 году поступил в армию и уехал на Кавказ, где поступил подпрапорщиком в Грузинский гренадерский полк, но вскоре перевелся в Нижегородский драгунский. Существует предположение, что Шувалов поехал на Кавказ не добровольно, а был сослан Николаем I за какую-то провинность.

Беспрестанные стычки с горцами дали Шувалову возможность отличиться, получить знак отличия военного ордена и быть произведенным в офицеры. Участвовал в экспедициях 1836 года, в том числе с 12 по 17 сентября для сооружения Александрийского укрепления; был ранен в правый бок, 14 мая 1837 года произведен за отличие в делах в прапорщики; в 1838 году прикомандирован к лейб-гвардии Гусарскому полку. На Кавказе служил в одном полку с Лермонтовым, а позже в столице они вместе посещали салон Карамзиных и входили в «кружок шестнадцати», неформальным лидером которого был Лермонтов. Князь М. Б. Лобанов-Ростовский так отзывался о Шувалове:
…гр. Андрей Павлович Шувалов, несколькими годами старше брата, храбро сражался на Кавказе, где получил солдатский Георгиевский крест и рану в грудь. Он был высокого роста и тонок; у него было красивое лицо, казавшееся несколько сонным, но вместе с тем плохо скрывавшее нервные движения, присущие его страстной натуре. При худощавом сложении у него были стальные мускулы и удивительная ловкость на всякого рода физические упражнения: он стрелял из пистолета, фехтовал, делал гимнастику, прыгал в длину и высоту как профессиональный артист, превосходно справлялся с самыми горячими английскими лошадьми. Он очень нравился женщинам, благодаря контрасту между его внешностью, казавшейся нежной и хрупкой, его низким и приятным голосом, с одной стороны, и необычайной силой, которую скрывала эта хрупкая оболочка — с другой. Он сам очень гордился этими своими достоинствами… У него был легкий и поверхностный ум с большой долей упрямства, которое он принимал за силу характера; он был хорошим товарищем и во всех отношениях истинным джентльменом.
В 1840 году был назначен адъютантом к князю Паскевичу; в 1840 году стал поручиком. В 1842 году в связи с ранением Шувалов вышел в отставку и уехал за границу. Через шесть лет снова поступил на военную службу адъютантом к главнокомандующему действующей армией и в 1849 году в чине поручика был пожалован свитским званием флигель-адъютанта.
Затем Шувалов по высочайшему повелению был командирован для наблюдения за рекрутскими наборами: в 1849 году в Пензенскую губернию, в 1850 году в Лифляндскую, в 1852 году в Харьковскую и в 1853 году в Оренбургскую.
По высочайшему же повелению был командирован в 1854 году в Ревель для раздачи пособий жителям, а в 1861 году — в Харьковскую губернию по крестьянскому делу.
Служил в Кавалергардском полку в чине полковника. 19 (31) января 1865 года вышел в отставку с присвоением чина генерал-майора, с этой же даты утратил звание флигель-адъютанта.

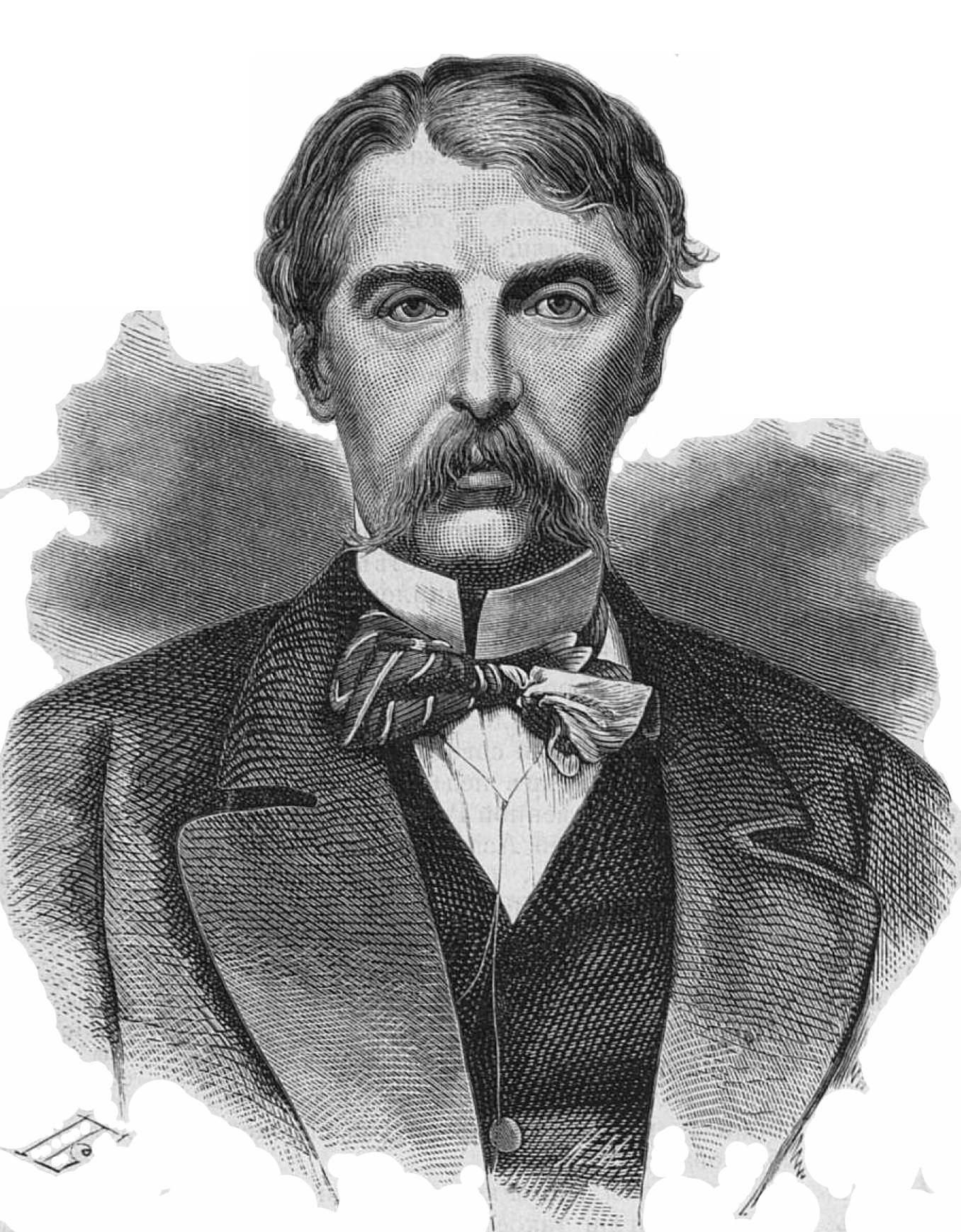
На гравюре 1870-х годов

В 1864 году В. П. Шаховская (Бутеро-Родали) подписала «предварительный домашний акт», а 1 июня 1865 года в Париже — завещание. Первым документом она передавала в дар сыновьям Пермское родовое имение «в полное и вечнопотомственное владение». 26 апреля 1864 года братья Пётр Павлович и Андрей Павлович поделили его на две части, подписав раздельный акт. Андрею Павловичу достались Юго-Камский завод и Новоусольские и Ленвенские соляные промыслы с земельными дачами площадью 440 400 десятин. Во вторую часть Петра Павловича вошли Лысьвенский, Бисерский и часть Кусье-Александровского завода, а также Крестовоздвиженские золотые и платиновые прииски и 496 156 десятин земли. За собой княгиня оставила только выкупные ссуды бывших крепостных крестьян.
Принимал деятельное участие в работе Петербургского земского собрания, закрытого в январе 1867 года по приказу императора, усмотревшего в его деятельности дух мятежа и своеволия. Шувалов как наиболее активный оратор земского собрания был выслан в Париж на три года. В 1869 году ему было позволено вернуться на родину.
Был избран на два трехлетия (1872 и 1875 годы) предводителем дворянства Санкт-Петербургской губернии; в этой должности он получил чин действительного статского советника, а за труды по первому призыву на основании нового устава о воинской повинности — орден Св. Станислава 1-й степени. С 1872 года был членом Попечительского совета заведений общественного призрения в Санкт-Петербурге.
Скончался Шувалов скоропостижно 14 апреля 1876 года, совершенно неожиданно для окружающих от острого отека мозга, ещё накануне заседая в думе. На его похоронах не было никого из прямых родных, распорядителем был свояк. Толпа извозчиков (до нескольких сотен) явилась к дому Шувалова на ул. Моховой, дом 10, чтобы нести гроб до Невского и тем выразить свою благодарность покойному. П. А. Валуев писал о графе Шувалове: «Какая пестрая, неровная, везде и во всем незаконченная жизнь! Было время, я к нему ощущал искреннюю дружбу, но он отбил это чувство».
Похоронен на Лазаревском кладбище Александро-Невской лавры.

## Земский деятель
Особенно известен Шувалов как земский деятель. С возникновением земских учреждений он посвятил себя земскому делу; в деятельности этой последовал, по независящим от него причинам, некоторый перерыв, но, принявшись снова за то же дело, он проявил энергичность и основательное знакомство с предметом. Широко образованный, с твердыми убеждениями и инициативой, Шувалов отстаивал независимость городского самоуправления и соответствовал требованиям времени в вопросах налога на труд, расходясь при этом во взглядах с экономической позицией городской думы; его энергии Петербург обязан отрицательному решению вопроса о монополий извозного промысла. Его смерть помешала разрешить вопрос о порядке выборов в городскую думу. Все обширные занятия по земскому делу не мешали Шувалову уделять время другим вопросам; он принимал участие во многих комитетах и комиссиях, в том числе по рабочему вопросу, и содействовал организации международного статистического конгресса в С.-Петербурге.

## Семья

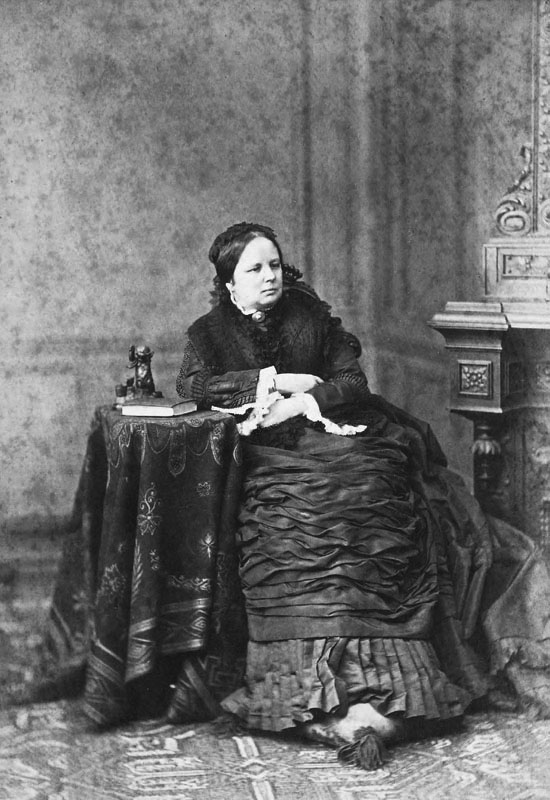
Софья Михайловна Шувалова

23 августа 1844 года в Вене женился на Софье Михайловне Воронцовой (03.04.1825—15.08.1879), фрейлине двора (1843), дочери князя Михаила Семёновича Воронцова от брака с Елизаветой Ксаверьевной Браницкой. Семейная жизнь Шуваловых сложилась не особенно удачно, супруги мало подходили друг другу и жили разными домами. Граф с 1850-х годов имел связь с другой женщиной, в доме которой и умер. По словам С. Д. Шереметева, Софья Михайловна была «существо безобидное и совершенно бесцветное, никогда не отличавшаяся красотой и крайне неразвитая физически и умственно». Последние годы проживала в Швейцарии, где и скончалась от болезни сердца. Похоронена в Веве на местном кладбище Сен-Мартен. В браке имела семерых детей, которых воспитывала одна:
- Елизавета Андреевна (1845—1924), супруга (с 1867) графа Иллариона Ивановича Воронцова-Дашкова (1837—1916).
- Павел Андреевич (1846—04.04.1885), жена Елизавета Карловна Столыпина (1852—1939), урожд. баронесса Пилар фон Пильхау. Унаследовал княжеский титул своего деда М. С. Воронцова вместе с его имениями. Умер от болезни сердца в Париже, похоронен на Монмартрском кладбище .
- Екатерина Андреевна (1848—1931), супруга Николая Петровича Балашова (1840—1931).
- Михаил Андреевич (1850—1903), холост, наследник майората Воронцовых.
- Пётр Андреевич (01.10.1854[11]—22.10.1857), крещен 4 декабря в Исаакиевском соборе при восприемстве графа П. П. Шувалова и княгини М. В. Воронцовой, похоронен на кладбище на Монмартре в Париже.
- Мария Андреевна (03.01.1856—1900), родилась в Петербурге, крещена 9 февраля в Исаакиевском соборе, крестница князя С. М. Воронцова и бабушки княгини Е. К. Воронцовой[12]; замужем с 25 апреля 1882 года[13] за Николаем Ивановичем Булычевым.
- Андрей Андреевич (1857—1857).

## В литературе
- Во время службы в Нижегородском драгунском полку познакомился с М. Ю. Лермонтовым. По предположению современников, поэт мог воплотить в образе Печорина («Герой нашего времени») некоторые черты характера и внешности Шувалова[14].